# Aegir
Pogledajte također „Aegir (mjesec)”.
Ægir („more”) je u nordijskoj mitologiji morski div (jötunn), kralj morskih stvorenja. On je personifikacija snage oceana. Njegov je dom otok Hlésey, gdje se nalazi njegova dvorana osvijetljena zlatom. Brodovi su nazivani „Ægirovim konjima”. 

## Etimologija
Ægirovo je ime povezano s riječju *ahwō ("voda"). Ime se prevodi kao "Čovjek voda" ili "Gospodar mora". Za jedan oblik imena – Oegir – misli se da dolazi od stnord. riječi œgja – "užas". Gymir i Hlér su druga imena za Ægira. Gymir je također ime jednog drugog diva, muža divice Aurboðe. Uglavnom se smatra da taj Gymir nije identičan Ægiru.

## Obitelj
Ægir je sin diva Fornjótra te brat Logija i Karija. Logi je vladar vatre, a Kari je gospodar vjetra. Čini se da su Ægir, Logi i Kári nastali iz Fornjótrova tijela. Otac je sinovima dao moći da vladaju nad elementima prirode. Ægir je zadobio vlast nad morem.
Ægir je oženio Rán, božicu mora, s kojom ima devet kćeri. Njihova su imena:
- Himinglæva
- Dúfa
- Blóðughadda
- Hefring
- Uðr
- Hrönn
- Bylgja
- Dröfn
- Kólga.

Često se smatra da su Ægirove kćeri identične majkama boga Heimdalla, kojih ima devet te su si međusobno sestre. Međutim, Heimdallove majke imaju drukčija imena od imena Ægirovih kćeri. Zanimljivo je da Njörðr, jedan drugi bog mora, također ima devet kćeri.
Preko Logija je Ægir stric Eimyrje i Eise. Njihova je majka Glöð. Ægir je također stric Frostija, Karijevog sina. 

## Ægir i bogovi
Premda su divovi obično neprijatelji s bogovima, Ægir je u prijateljskim odnosima s bogovima. On priređuje gozbe za bogove u svojoj dvorani. Bogovi se vesele pijući pivo i uživajući u gozbi. U Ægirovoj je dvorani velik kotao, kojeg je Thor odnio od morskog diva Hymira. Ægir u njemu priprema pivo za bogove, a kćeri mu pomažu. Na jednoj je zabavi Loki ubio Ægirovog slugu Fimafenga pa su ga bogovi u bijesu izbacili van. Loki se poslije vratio i vrijeđao bogove na gozbi. Na kraju mu je Thor priprijetio svojim maljem, pa je Loki otišao. 

## Druge kulture
Budući da je Ægir kralj mora, on je uspoređen s grčkim bogovima mora, Okeanom i Posejdonom te rimskim bogom Neptunom. Posejdonova je palača na dnu mora, a Ægirova je dvorana na otoku. I Posejdon i Ægir predstavljaju samo more. Poput Ægira, Okean je prikazivan kao bradati starac. 

## Mjesec
Jedan mjesec planeta Saturna nazvan je po Ægiru. Taj mjesec pripada nordijskoj grupi Saturnovih satelita.